# Venus din Dolní Věstonice

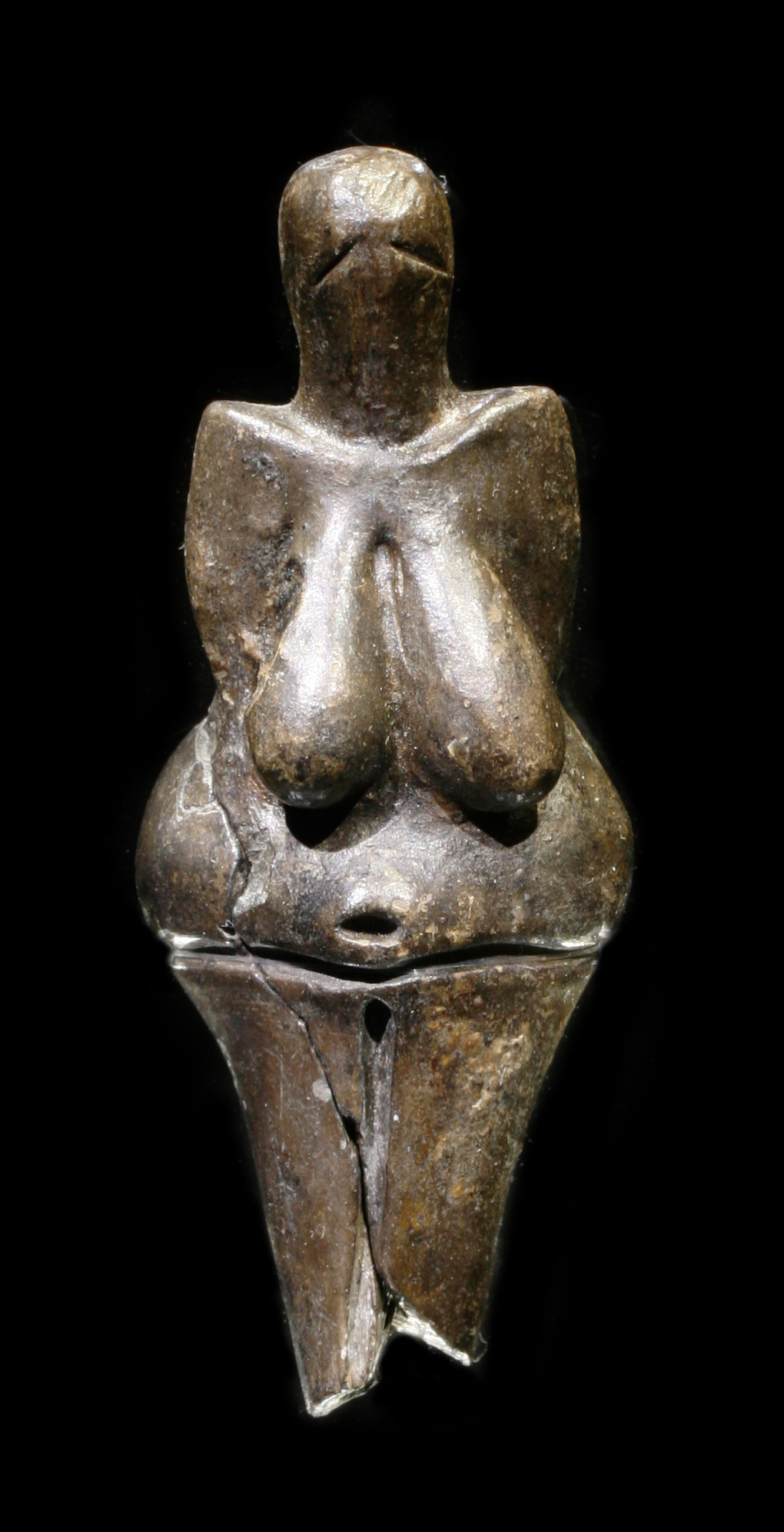
Venus din Dolní Věstonice

Venus din Dolní Věstonice (în cehă Věstonická Venuše) este o figurină de tip Venus, o statuetă de ceramică ce reprezintă un nud feminin datând din perioada 29.000-25.000 î.e.n. (industria gravettiană). Ea a fost găsită în situl paleolitic Dolní Věstonice din bazinul morav de la sud de Brno, la baza dealului Devín (549 m). Această figurină și alte câteva din locațiile aflate în apropiere sunt cele mai vechi obiecte din ceramică cunoscute în lume.

## Descriere
Statueta are o înălțime de 111 mm și o lățime maximă de 43 mm în punctul său cel mai larg și este realizat dintr-un lut ars la o temperatură relativ scăzută. 
Statueta urmează morfologia generală a altor figurine de tip Venus: sâni, burtă și șolduri extrem de mari, probabil, simboluri ale fertilității, cap relativ mic și puține detalii în restul corpului.
Așezarea paleolitică Dolní Věstonice din Moravia, parte a Cehoslovaciei la momentul în care au început lucrările de excavare, dar situată acum în Republica Cehă, a făcut obiectul unor cercetări arheologice sistematice începând cu anul 1924, inițiate de Karel Absolon. În afară de figurina Venus, au mai fost găsite la Dolní Věstonice figurine de animale – urs, leu, mamut, cal, vulpe, rinocer și bufniță – și mai mult de 2.000 de bile de lut ars. 
Figurina a fost descoperită la 13 iulie 1925, într-un strat de cenușă, ruptă în două bucăți. Odată expusă la Muzeul Moravian din Brno, ea este acum protejată și accesibilă publicului numai rareori. A fost expusă în Muzeul Național din Praga din 11 octombrie 2006 până în 2 septembrie 2007, ca parte a expoziției Lovci mamutů (Vânătorii de mamuți). Ea a fost prezentată în expoziția "Arta preistorică din Europa Centrală" de la Muzeul Moravian din Brno. A fost readusă în depozit începând din iunie 2009. Oamenii de știință examinează periodic statueta. Un tomograf de scanare a găsit în 2004 o amprentă de copil cu o vârstă estimată între 7 și 15 ani, imprimată pe suprafața sa; copilul care a pus mâna pe figurină înainte ca lutul să fie ars complet nu este considerat de Králík, Novotný și Oliva (2002) ca fiind creatorul ei.

## Galerie

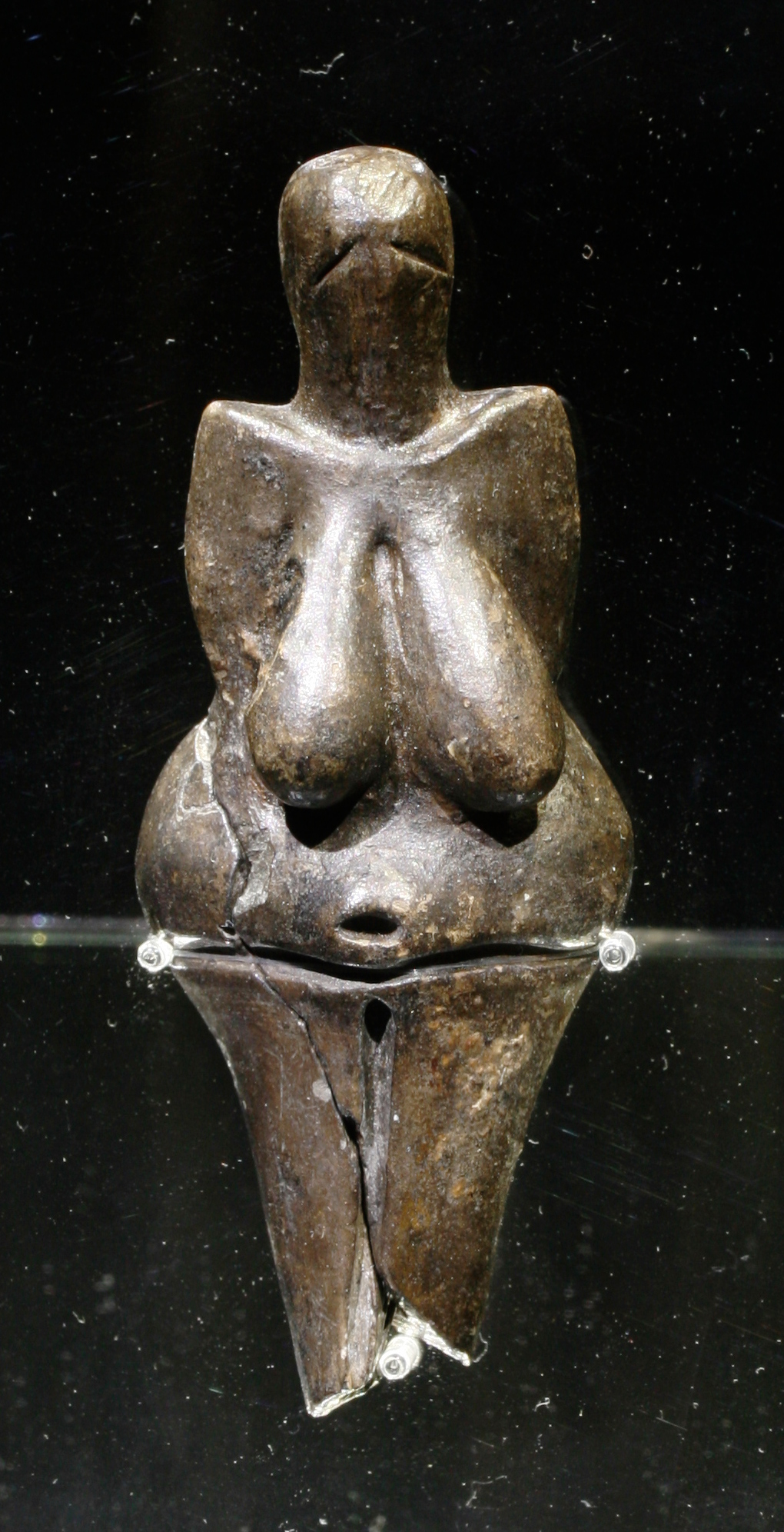
Venus din Dolní Věstonice
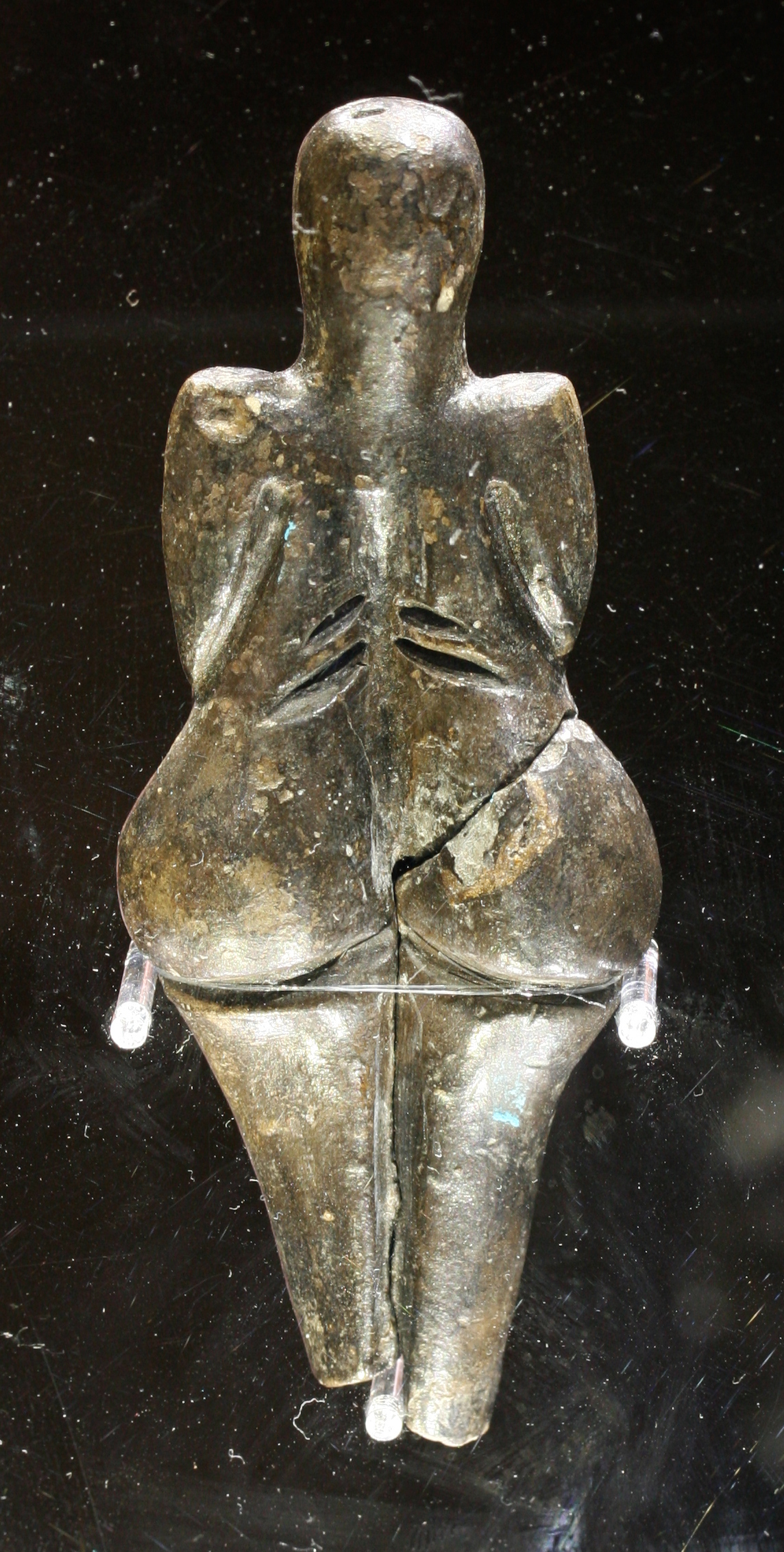
Venus din Dolní Věstonice (spate)
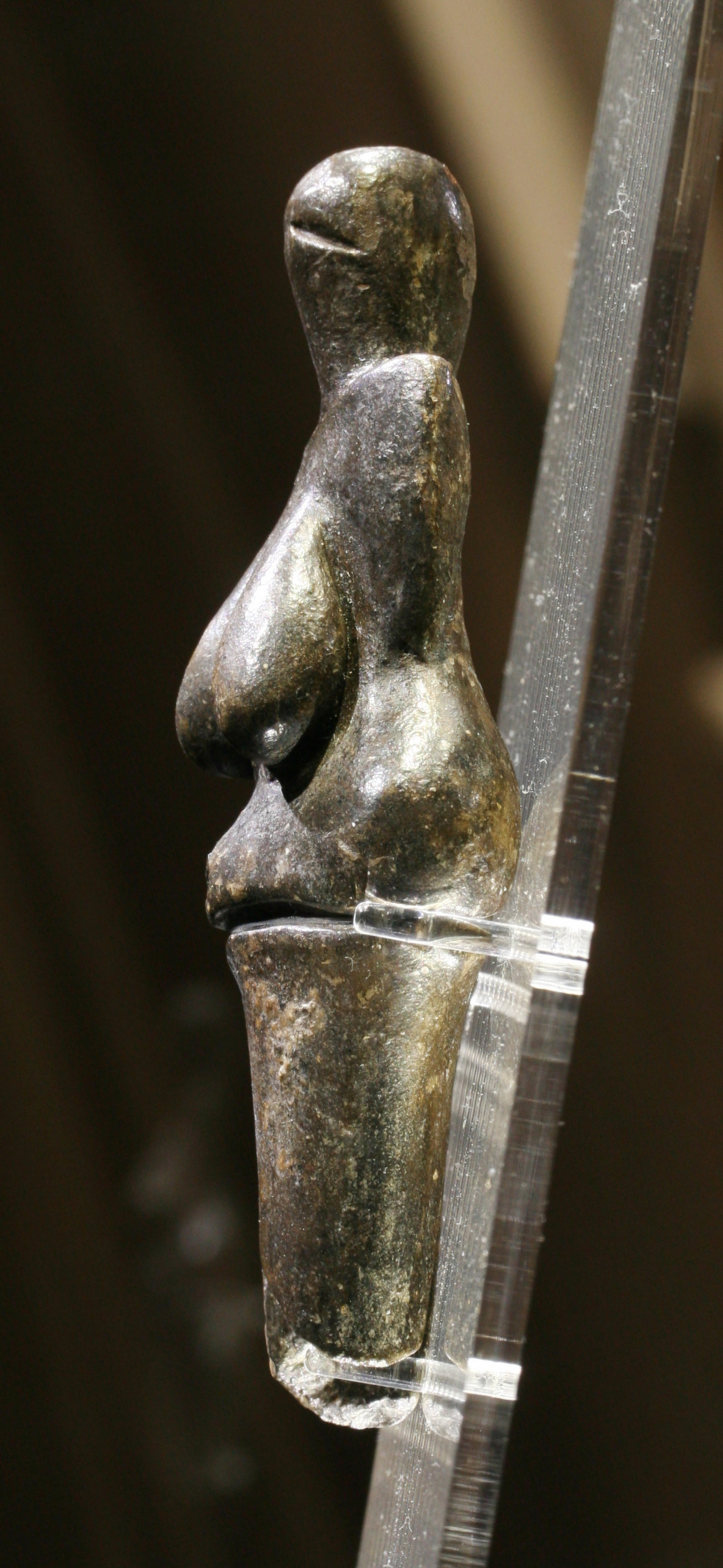
Venus din Dolní Věstonice (partea stângă)
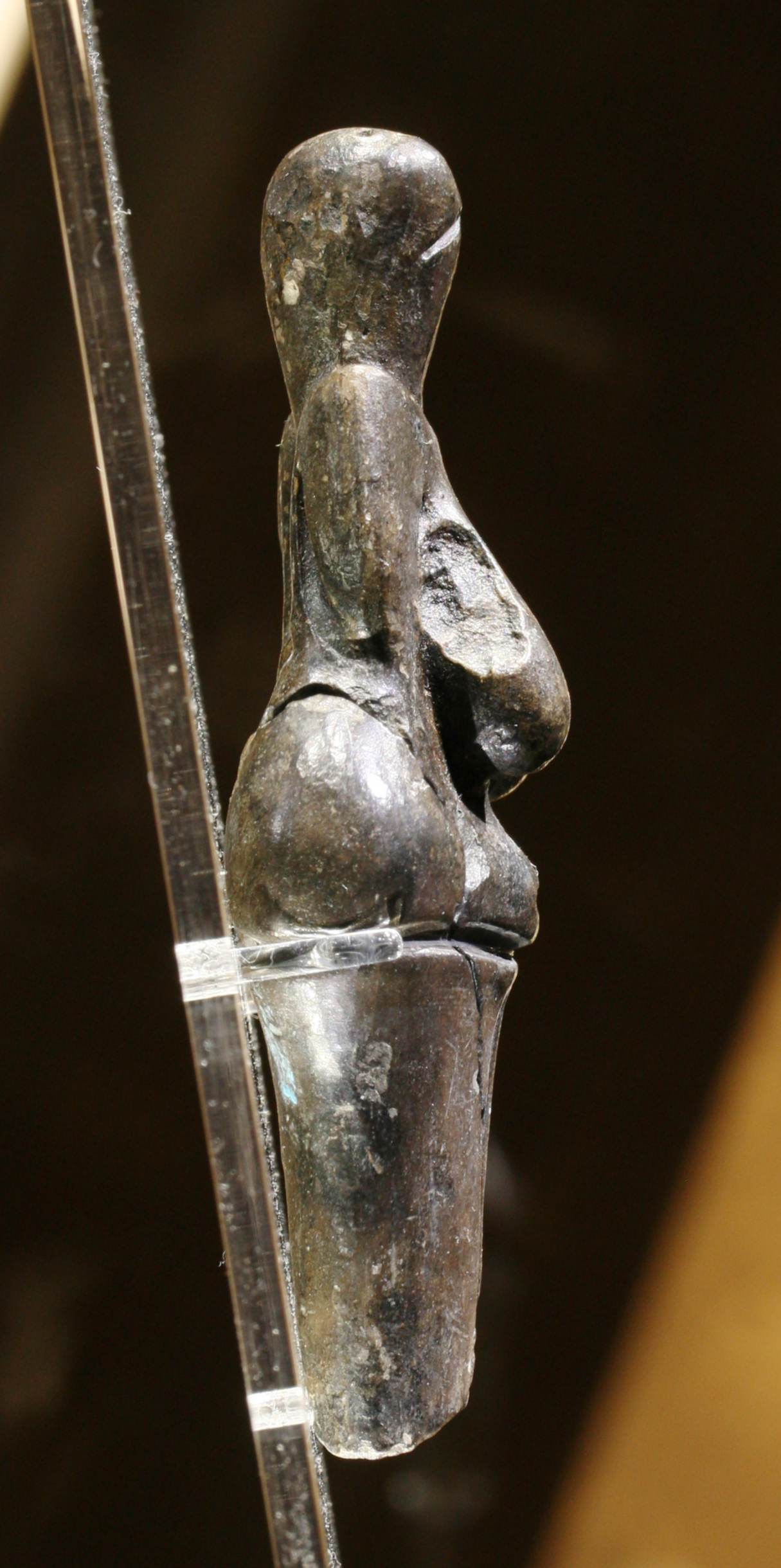
Venus din Dolní Věstonice (partea dreaptă)